# Ord Hill
Der Ord Hill (auch The Ord genannt; schottisch-gälisch Cnoc Croit na Maoile) ist ein Hügel im Parish Lairg in der schottischen Council Area Highland in der traditionellen Grafschaft Sutherland. Die zahlreichen Hinterlassenschaften aus dem Neolithikum zeugen von einer frühen Besiedlung der Gegend und sind durch einen archäologischen Pfad bis zum Gipfel des Hügels, der die Umgebung um rund 60 Meter überragt, für Touristen erschlossen.
Neben einem Burnt Mound finden sich Dutzende Fundamente von unterschiedlich großen Bienenkorbhütten und die Reste bronzezeitlicher Kammergräber. Die Steinhügel Ord North und Ord South bilden die Hauptanziehungspunkte.

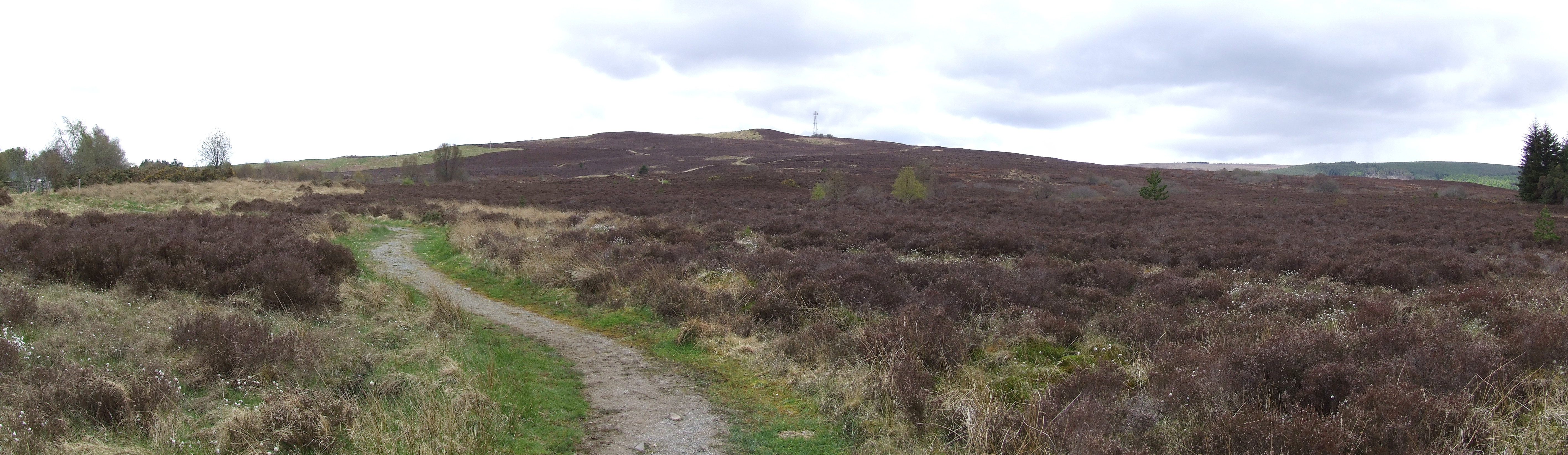
Der Ord Hill

## Ord South
Die Überreste des Grabhügels auf dem Gipfel des Hügels bestehen aus einigen Platten, die die Position des Ganges und der Kammer markieren. Ord South war wahrscheinlich der erste Grabhügel hier. Später wurde er vielleicht abgetragen, um, weniger als 80 m entfernt, einen Nachfolger zu bauen.

## Ord North
Wenig unterhalb von Ord South liegt auf eine Terrasse der in den 1960er Jahren von John Corcoran ausgegrabene Cairn Ord North, dessen Kammer und Gang aus Sicherheitsgründen wieder verfüllt wurden. Sichtbar geblieben ist der massive Sturz über dem Zugang unter den Bruchsteinen, die den Hügel bilden.
Die Ausgrabungen offenbarten einen niedrigen, engen, etwa 4,5 m langen mittels seitlicher Trennsteine unterteilten Gang. Er führt zu einer polygonalen Vorkammer und einer leicht größeren, ebenfalls polygonalen Hauptkammer. Das Kraggewölbe der Kammer muss ursprünglich etwa drei Meter hoch gewesen sein. Der Gang wurde nach Ablauf der neolithischen Nutzung blockiert.
Eine große Auswahl von Scherben jungsteinzeitlicher Tonware einschließlich einer fast vollständigen Schüssel der Unstan Ware wurden im Inneren gefunden. Eine Anzahl von bearbeiteten Feuersteinen, eine dekorierte Schäftung aus Knochen und die Belege für mindestens zwei Brandbestattungen vervollständigen das Bild. In dem sauren Boden haben sich keine unverbrannten Knochen erhalten.

## Archäologischer Pfad auf dem Ord Hill
Der ausgeschilderte Pfad beginnt am Ferrycroft Countryside Centre, das südlich des Ortes, auf der anderen Seite des Loch Shin, liegt. Das Zentrum erläutert die Geschichte der Wälder Sutherlands und ihre Nutzung durch die Menschen von der Vorgeschichte bis heute.

## Geographische Abgrenzung
Der Hügel ist nicht zu verwechseln mit dem Ord Hill bei North Kessock in Ross-shire nahe Inverness. Einen ähnlichen Namen trägt auch die Gemeinde Muir of Ord, die ebenfalls in der Council Area Highland liegt und mit dem Muir of Ord Fort über ein Henge aus dem Neolithikum bzw. der Bronzezeit verfügt. Sie liegt aber rund 50 Kilometer von Ord Hill entfernt.